# Ngugi wa Thiong'o
Ngũgĩ wa Thiong'o (n. 5 ianuarie 1938, Kamirithu⁠(d), Provincia Centrală, Colonia și protectoratul Kenyei – d. 28 mai 2025, Buford⁠(d), Georgia, SUA) a fost un scriitor kenyan. 

## Biografie
Romancier, dramaturg, eseist și critic, Ngũgĩ s-a născut în Kamirithu, Kenya. Familia sa a fost prinsă în revolta Mau Mau din anii 1950, în timpul căreia mama sa a fost torturată.
În 1964, Ngũgĩ a câștigat o bursă la Universitatea Leeds din nordul Angliei, unde a scris Râul care ne desparte, roman despre revolta Mau Mau, care face parte din programa școlară în Kenya. În 1967 a renunțat la creștinism, la limba engleză și la numele de botez, James, preferând să scrie în gikuyu sau swahili. Mai târziu a devenit renumit deoarece a creat un nou tip de teatru care, datorită folosirii ample a improvizației și interacțiunii cu publicul, era mai accesibil spectatorilor din clasele de jos.
În 1977 a fost închis în Kenya un an din cauza mesajului politic al piesei sale Mă însor când vreau eu, apoi a fugit în SUA. În țara sa adoptivă predă la Universitatea Yale și la Universitatea din California, fiind considerat un posibil laureat al Premiului Nobel pentru Literatură.
După lungul exil, s-a întors în 2004 în Kenya cu soția sa pentru a promova Mũrogi wa Kagogo (Wizard of the Crow). După câteva săptămâni au fost atacați în propria casă, motivul presupunându-se a fi unul politic.

## Opera
- The Black Hermit, 1963 (piesă de teatru)
- Weep Not, Child, 1964, Heinemann 1987, Macmillan 2005, ISBN 1-4050-7331-4
- The River Between, Heinemann 1965, Heinemann 1989, ISBN 0-435-90548-1
- A Grain of Wheat, 1967 (1992) ISBN 0-14-118699-2
- This Time Tomorrow (trei piese de teatru), c. 1970
- Homecoming: Essays on African and Caribbean Literature, Culture, and Politics, Heinemann 1972, ISBN 0-435-18580-2
- A Meeting in the Dark (1974)
- Secret Lives, and Other Stories, 1976, Heinemann 1992 ISBN 0-435-90975-4
- The Trial of Dedan Kimathi (play), 1976, ISBN 0-435-90191-5, African Publishing Group, ISBN 0-949932-45-0 (cu Micere Githae Mugo and Njaka)
- Ngaahika Ndeenda: Ithaako ria ngerekano (I Will Marry When I Want), 1977 (piesă de teatru; cu Ngugi wa Mirii), Heinemann Educational Books (1980)
- Petals of Blood, (1977) Penguin 2002, ISBN 0-14-118702-6
- Caitaani mutharaba-Ini (Devil on the Cross), 1980
- Writers in Politics: Essays, 1981 ISBN 978-0-85255-541-5 (UK) ISBN 978-0-435-08985-6 (US)
- Education for a National Culture, 1981
- Detained: A Writer's Prison Diary, 1981
- Devil on the Cross (English translation of Caitaani mutharaba-Ini), Heinemann, 1982, ISBN 0-435-90200-8
- Barrel of a Pen: Resistance to Repression in Neo-Colonial Kenya, 1983
- Decolonising the Mind: The Politics of Language in African Literature, 1986 ISBN 978-0-85255-501-9 (UK) ISBN 978-0-435-08016-7 (US)
- Mother, Sing For Me, 1986
- Writing against Neo-Colonialism, 1986
- Njamba Nene and the Flying Bus (Njamba Nene na Mbaathi i Mathagu), 1986 (literatură pentru copii)
- Matigari ma Njiruungi, 1986
- Njamba Nene and the Cruel Chief (Njamba Nene na Chibu King'ang'i), 1988 (literatură pentru copii)
- Matigari, (translated into English by Wangui wa Goro), Heinemann 1989, Africa World Press 1994, ISBN 0-435-90546-5
- Njamba Nene's Pistol (Bathitoora ya Njamba Nene), (children's book), 1990, Africa World Press, ISBN 0-86543-081-0
- Moving the Centre: The Struggle for Cultural Freedom, Heinemann, 1993, ISBN 978-0-435-08079-2 (US) ISBN 978-0-85255-530-9 (UK)
- Penpoints, Gunpoints and Dreams: The Performance of Literature and Power in Post-Colonial Africa, (The Clarendon Lectures in English Literature 1996), Oxford University Press, 1998. ISBN 0-19-818390-9
- Mũrogi wa Kagogo (Wizard of the Crow), 2004, East African Educational Publishers, ISBN 9966-25-162-6
- Wizard of the Crow, 2006, Secker, ISBN 1-84655-034-3
- Something Torn and New: An African Renaissance, Basic Civitas Books, 2009, ISBN 978-0-465-00946-6 [11]
- Dreams in a Time of War: a Childhood Memoir, Harvill Secker, 2010, ISBN 978-1-84655-377-6

## Premii și distincții
- 1967 Premiul Jomo Kenyatta (premiul de stat kenyan pentru literatură)
- 1973 Lotus Prize for Literature[12]
- 2009 Nominalizare la Man Booker International Prize[necesită citare]